# Choi Se-bin
Choi Se-bin, född 11 augusti 2000 i Suwon, är en sydkoreansk fäktare som tävlar i sabel.

## Karriär
Vid OS 2024 ingick Choi i det sydkoreanska laget som tog silver i sabel.